# 金正淑教員大學
金正淑教員大學（朝鲜语：／），是一所位於朝鲜咸鏡北道會寧市的师范类高等院校。1972年建校，當時稱為會寧教員大學，1990年10月改為現名，以紀念抗日女英雄、朝鮮領導人金正日的母親金正淑。該大學以訓練朝鮮咸镜北道小學和幼兒園教師為主。2008年該校校長為最高人民會議議員宋正姬。

## 設置學科
- 設有教員（即小學教師）學科、教養員（即幼兒園教師）學科、體育學科
- 另設文學、數學、音樂、美術、自然、體育、教育心理學、外語等10個教研室